# San Andreas (film)
San Andreas is een Amerikaanse rampenfilm uit 2015, geregisseerd door Brad Peyton, met in de hoofdrollen Dwayne Johnson, Carla Gugino, Alexandra Daddario, en Paul Giamatti.

## Verhaallijn
De film begint met dat een jonge vrouw, Nathalie, met haar auto een klif inrijdt, nadat een steenlawine haar van de weg heeft afgeduwd. LAFD-reddingspiloot Raymond Gaines wordt met zijn team naar Nathalie gestuurd om haar uit de auto te bevrijden, voordat zij met haar auto in de diepte stort. Ray en zijn team vinden Nathalie en redden haar net op tijd.
Intussen zijn seismologen dr. Lawrence Hayes en dr. Kim Park naar de Hooverdam afgereisd om een nieuw systeem uit te testen dat aardbevingen kan voorspellen. Het systeem werkt, nadat het meerdere, kleine aardbevingen heeft voorspeld. Vervolgens geeft het systeem aan dat er een aardbeving van 7,1 op de schaal van Richter gaat plaatsvinden. Door de aardbeving storten de Hooverdam en de Mike O'Callaghan-Pat Tillman Memorial-brug in en komt dr. Park om het leven, doordat hij zichzelf opoffert om een klein meisje te redden. Later is op het nieuws te zien dat veel mensen zijn omgekomen en dat verschillende steden in Zuid-Nevada overstroomd zijn.
Kort daarna doet dr. Hayes, samen met zijn studenten Alexi en Phoebe, de ontdekking dat de gehele San Andreasbreuk 'geactiveerd' is, waarbij er zware aardbevingen gaan komen, die ervoor zullen zorgen dat een flink stuk land van de Verenigde Staten loskomt.
Ray, die intussen is opgeroepen voor reddingswerk in Clark County in Nevada, gaat eerst langs het huis van zijn dochter Blake, zijn ex-vrouw Emma en de nieuwe vriend van Emma, Daniël Riddick, om Blake's fiets af te leveren. Daar krijgt hij te horen dat Emma en Blake bij Daniël zullen intrekken. Vervolgens wimpelt hij hen af en gaat hij naar de luchthaven, zodat hij met zijn reddingshelikopter naar Clark County kan vliegen. Blake gaat met Daniël naar San Francisco, en ze ontmoet daar de gebroeders Ben en Ollie Taylor. Emma is in Los Angeles aan het lunchen met Daniëls zus, Susan.
Ray belt Emma op om zijn excuses ervoor aan te bieden dat hij haar heeft afgewimpeld. Tijdens het telefoongesprek vindt er een aardbeving van 9,1 op de schaal van Richter plaats, en Ray ziet vanuit zijn helikopter verschillende wegen en gebouwen instorten. Het gebouw waar Emma zich bevindt, staat op het punt in te storten en Ray zegt tegen haar dat ze naar het dak moeten gaan, zodat hij haar kan ophalen. Emma wordt net op tijd door Ray gered, want kort daarna kantelt het gebouw, waarbij iedereen in het gebouw en op straat om het leven komt. Samen besluiten ze naar San Francisco te vliegen om Blake te redden, die hen net op tijd heeft kunnen bereiken om te vertellen dat hij klem zit in een auto.
Intussen gaan Blake en Daniël weer weg uit San Francisco, maar door de aardbeving is de parkeergarage waarin ze zich bevinden ingestort. De auto stort een verdieping naar beneden en de chauffeur wordt vermorzeld door een stuk beton. Doordat het stuk beton de voorkant van de auto heeft vermorzeld, zitten Blake's benen vast en kan ze de auto niet verlaten. Daniël vertelt Blake dat hij hulp gaat halen, maar laat haar vervolgens achter om zichzelf in veiligheid te brengen. Het stuk beton dat op de auto is gevallen, zakt steeds verder in, waardoor Blake steeds meer klem komt te zitten. Ben en Ollie ontdekken haar op tijd en kunnen haar met behulp van een krik net op tijd bevrijden.
Ondertussen komt dr. Hayes op het nieuws en legt uit wat er gaande is. Doordat de San Andreasbreuklijn geactiveerd is, zal een flink stuk land van het Noord-Amerikaanse continent afbreken, en er zullen meer, zwaardere aardbevingen volgen. Hij vraagt daarom aan alle inwoners van San Francisco om de stad te verlaten voordat ze allemaal omkomen. Ook zegt hij dat de aardbeving zoveel impact zal hebben, dat deze aan de oostkust voelbaar zal zijn.
Er wordt afgesproken dat Blake naar de Coit Tower gaat en daar opgehaald wordt. Ray en Emma vliegen richting San Francisco, maar moeten in Bakersfield een noodlanding maken, nadat de helikopter door een motorstoring is uitgevallen. Ze storten neer op een winkelcentrum, waarbij ze midden in een winkelplundering terechtkomen. Ray slaagt erin om een Ford-pick-up te stelen en vervolgens kunnen ze weer richting San Francisco. Onderweg zien ze een ouder echtpaar dat langs de weg staat en hen waarschuwt dat door de aardbeving de San-Andreasbreuklijn zichtbaar is geworden, waardoor San Francisco per auto onbereikbaar is geworden. Ze bedanken het ouder echtpaar en ruilen de pick-up in voor het vliegtuig dat het echtpaar bezit. Ray en Emma vliegen vervolgens naar San Francisco, maar door de extreme ravage daar kunnen ze niet landen. Ze besluiten uit het vliegtuig te springen en landen vervolgens in het AT&T Park.
Blake, Ben, Ollie begeven zich naar de Coit Tower, maar die is onbereikbaar geworden door een vuurzee en ingestorte delen van de stad. Ze besluiten naar Nob Hill te gaan, aangezien dat een van de hoogste delen van de stad is. Onderweg vinden ze een verlaten brandweerwagen, en ze pakken de rantsoenen en een portofoon, zodat ze op de hoogte kunnen blijven van wat er gaande is. Vervolgens komt er een nieuwe zware aardbeving. Ben wordt bedolven onder een berg glassplinters, en een daarvan komt vast te zitten in zijn been. Blake haalt de splinter eruit en verzorgt de wond.
Intussen worden Ray en Emma geconfronteerd met de aardbeving. Nadat de aardbeving is afgelopen, ziet Ray dat het waterniveau extreem is gezakt, waardoor er een tsunami zal komen. Ray en Emma stelen een boot en proberen zo snel mogelijk de Baai van San Francisco te verlaten, voordat die wordt overspoeld. Onderweg zien ze vele boten hetzelfde doen, maar vele kapseizen, doordat ze de steilheid van de tsunami niet aankunnen. Tevens wordt er een groot containerschip meegezeuld, dat de Golden Gate Bridge doormidden breekt. Hierdoor komt iedereen op de brug om het leven en wordt Daniël, die zich ook op de brug bevindt, vermorzeld door een vallende container. Blake, Ben en Ollie horen op de portofoon de tsunamiwaarschuwing en zoeken onderdak in het gebouw van Daniël.
Door de tsunami komen veel mensen om het leven. Blake, Ben en Ollie kunnen zich net op tijd in veiligheid brengen en zien Ray en Emma voorbijvaren. Ray en Emma begeven zich naar het, inmiddels half ingezonken, gebouw en proberen hen te redden. Maar het gebouw zinkt steeds verder weg en Blake komt onderwater vast te zitten. Ray redt Blake net op tijd en ze kunnen het gebouw net op tijd verlaten voordat het instort.
Even later zijn Ray, Emma, Blake, Ben en Ollie in een hulpverleningskamp en ze zien de reddingsoperatie op gang komen. De film eindigt met een satellietbeeld waarop te zien is dat het schiereiland van San Francisco is losgebroken en een eiland is geworden.

## Rolverdeling
- Dwayne Johnson als Ray Gaines
- Alexandra Daddario als Blake Gaines
- Carla Gugino als Emma Gaines
- Ioan Gruffudd als Daniel Riddick
- Archie Panjabi als Serena Johnson
- Paul Giamatti als Dr. Lawrence Hayes
- Alec Utgoff als Alexi
- Marissa Neitling als Phoebe
- Hugo Johnstone-Burt als Ben Taylor
- Art Parkinson als Ollie Taylor
- Will Yun Lee als Dr. Kim Park
- Kylie Minogue als Susan Riddick
- Colton Haynes als Joby O'Leary
- Todd Williams als Marcus Crowlings
- Morgan Griffin als Natalie
- Breanne Hill als Larissa
- Arabella Morton als Mallory